# Буйвол в геральдике
Буйвол (Бизон) — естественная негеральдическая гербовая фигура.

## История
В русской геральдике эмблема буйвола в гербах начинает появляться в XVIII веке, по мере присоединения новых земель, а также выезжающих дворянских родов Молдавии и Румынии: Кантемиры, Кизерицкие и другие.
В территориальной геральдике изображение буйвола используют: Забайкальской области, Бессарабская губерния, Кишинёв (герб 1875 года), Чита и другие.

## Блазонирование
По геральдическим правилам изображение буйвола никогда не даётся целиком, а только в виде головы в анфас, которая называется — личина, с рогами и обычно с кольцом в носу животного. Если рога, глаза, кольцо в носу отличаются от общего цвета животного, то в описании герба даётся описание.
В геральдике довольно часто смешивают изображения крупного рогатого скота: Бык, Вол, Тур, Зубр, и даже Корова, но это разные эмблемы в которые вкладывался различный смысл и поэтому необходимо смотреть описание герба.